# Saruatha
Saruatha – gaun wikas samiti w środkowej części Nepalu  w strefie Narajani w dystrykcie Rautahat. Według nepalskiego spisu powszechnego z 2001 roku liczył on 976 gospodarstw domowych i 5876 mieszkańców (2803 kobiet i 3073 mężczyzn).